# 时越
时越（1991年1月11日—），中国河南省洛阳市人，中国棋院职业九段，计算能力强，棋风彪悍，攻杀凶猛，绰号“场均一条龙”。6岁学棋，2003年初夺得晚报杯业余围棋锦标赛冠军，同年入段。2007年升为四段，2010年升为五段。2013年，夺得第17屆LG杯世界棋王战冠軍，直升九段。2012年11月19号和12月20号中31天曾短暂位居非官方的Go Ratings等级分世界第一。
2020年9月9日，与洛阳人金珊初段结婚。

## 國內比賽成績
- 2000年 全国少儿赛丙组第一。
- 2003年 全国“晚报杯”业余围棋锦标赛冠军【时越1:0蓝天】，第3届全国围棋职业新秀赛第三名。
- 2006年 开始代表贵州咳速停队参加围甲联赛。
- 2007年 
  - 4月19日，第6届招商银行杯电视快棋赛四强（半决赛负朴文垚）
- 2008年 
  - 10月10日，第10届阿含·桐山杯四强（半决赛负古力）
  - 围甲九连胜，围甲最佳新人。
- 2009年 
  - 2月19日，第9届理光杯四强（半决赛负王垚）
  - 5月2日，第16届建桥杯新人王战冠军【时越2:0朱元豪】，夺得个人首个国内大赛冠军。
  - 华峰地产杯全国围棋个人男子锦标赛甲组第4名
- 2010年
  - 3月18日，第24届同里杯天元战挑战者决定战（负古力）
  - 9月25日，华蓝杯全国围棋个人男子锦标赛甲组第4名
- 2011年 
  - 2月19日，第25届同里杯天元赛半决赛（半决赛负俞斌）
  - 3月12日，第10届中国围棋西南棋王赛半决赛（半决赛负古灵益）
  - 9月25日，渤海银行杯全国围棋个人男子锦标赛甲组第4名
  - 11月12日，第2届全国智运会专业男子个人赛第3名
- 2012年 
  - 7月30日，首届大重九杯亚军【江维杰1:0时越】
  - 8月27日，第4届衢州·烂柯杯四强（半决赛负孟泰龄）
  - 9月12日，永城杯第25届中国名人战四强（半决赛负孟泰龄）
  - 12月10日，第4届钻石杯中国龙星战半决赛（负柁嘉熹）
- 2013年
  - 1月25日，金立智能手机贺岁杯冠军【时越1:0古力】
  - 7月27日，金立智能手机中国围棋世界冠军争霸赛冠军【时越1:0周睿羊】
  - 10月24日，第10届倡棋杯冠军【时越2:0连笑】
- 2014年
  - 1月23日，第28届同里杯天元战挑战者决定战（负柯洁）
  - 3月12日，第10届中国围棋西南棋王赛半决赛（半决赛负常昊）
  - 8月11-14日，第11届倡棋杯四强【杨鼎新2:1时越】
  - 9月12日，第5届衢州·烂柯杯亚军（负范廷钰）
  - 11月15日，第10届威孚房开杯棋王争霸赛【时越1:0江维杰】
- 2015年
  - 4月26日，第15届理光杯亚军（负柯洁）
- 2016年
  - 7月17日，金立海峡两岸冠军争霸赛亚军（胜柯洁、周俊勋，负唐韦星）

## 甲級聯賽成績
- 2007年：代表贵州咳速停队；成績6勝6負
- 2008年：代表贵州百灵队；成绩16胜6负；獲得「最佳新人」獎和「連勝」獎（9連勝）。
- 2009年：代表贵州百灵队；成绩8胜12负
- 2010年：代表贵州百灵队；成绩11胜10负
- 2011年：代表贵州百灵队；成绩14胜4负
- 2012年：代表贵州百灵队；成绩16胜5负；围甲最佳主将，围甲CCTV贺岁杯围甲争霸赛冠军
- 2013年：代表贵州百灵队；成绩15胜7负；围甲优秀主将奖，最具人气奖。
- 2014年：代表贵州百灵队；成绩12胜9负
- 2015年：代表贵州百灵队；成绩13胜9负
- 2016年：代表民生银行北京队；成绩12胜6负（截至第18轮）

## 国际比赛成绩
| 赛事     | 2008 | 2009 | 2010 | 2011 | 2012 | 2013 | 2014 | 2015 | 2016 | 2017 | 2018 |
| -------- | ---- | ---- | ---- | ---- | ---- | ---- | ---- | ---- | ---- | ---- | ---- |
| 应氏杯   | ×    | -    | -    | -    | ×    | -    | -    | -    | 4强  | -    | -    |
| 三星杯   | 32强 | ×    | ×    | ×    | 16强 | 4强  | 4强  | 亚军 | 32強 | ×    | 32強 |
| LG盃     | 16强 | 16强 | 16强 | ×    | 冠军 | 32强 | 16强 | 4强  | ×    | ×    | 亚军 |
| 春兰杯   | ×    | -    | ×    | -    | ×    | -    | 8强  | -    | 16强 | -    | ×    |
| BC卡杯   | -    | 64强 | 32强 | ×    | 64强 | 停办 | 停办 | 停办 | 停办 | 停办 | 停办 |
| 百灵杯   | -    | -    | -    | -    | 32强 | -    | 64强 | -    | 16强 | -    | ×    |
| 梦百合杯 | -    | -    | -    | -    | -    | 64强 | -    | 32强 | -    | ×    | -    |
| 新奥杯   | -    | -    | -    | -    | -    | -    | -    | -    | 8强  | -    | -    |
| 天府杯   | -    | -    | -    | -    | -    | -    | -    | -    | -    | -    | ×    |
| 亚洲杯   | ×    | ×    | ×    | ×    | ×    | ×    | ×    | ×    | ×    | ×    | ×    |
| 农心杯   | ×    | ×    | ×    | ×    | ×    | 1:0  | 0:0  | ×    | ×    | ×    |      |

- 注1：斜体字意味着进入本赛后未赢一场
- 注2：浅绿背景意味着赛事仍在进行中

### 其他比赛
- 2013年
  - 4月29日，go9dan首届世界个人循环赛冠军（7胜2负 ○李世石○范廷钰○李昌镐×孔杰×朴廷桓○谢赫○朴永训○金志锡○陈耀烨）